# Карповское (Рязанская область)
Ка́рповское — село в Пронском районе Рязанской области России, входит в Малинищинское сельское поселение.

## История
Село Карповское в письменных документах впервые встречается в конце XVI века. Согласно одной из версий, Карповское и соседнее село Долматово принадлежали окольничему и воеводе времён Иоанна Грозного Долмату Фёдоровичу Карпову. В платежных книгах 1628—1629 годов Карповское упоминается в числе вотчин Рязанского Спасо-Преображенского монастыря. В окладных книгах 1676 года при описании села упоминается Покровская церковь, в приход которой, помимо самого Карповского, входили деревни Кулакова, Небольсина и Сушки.
По ревизии 1744 года в Карповском значилось «крестьянских душ 255, в том числе слуг 11, приписных церковников 4». В 1800 году игуменом Свято-Троицкого монастыря Иоакимом была построена каменная Покровская церковь. Во второй половине XIX века при церкви был устроен придельный храм в честь святых апостолов Петра и Павла. В 1859 году в селе было 134 двора, в которых проживали 968 человек. В 1885 году в селе было 147 дворов. Вместе с деревнями Кулаково (109 дворов) и Медведево (18 дворов) Покровский приход насчитывал 2380 человек (мужчин — 1171, женщин — 1209).

## Население
| 1859 | 1897  | 1906  | 2010 |
| ---- | ----- | ----- | ---- |
| 968  | ↗1224 | ↗1819 | ↘9   |

## Достопримечательности
В селе находится полуразрушенная кирпичная церковь Покрова Пресвятой Богородицы, построенная в 1800 году. После 1917 года храм был закрыт. Сохранились фрагменты иконостаса, настенной росписи, напольной плитки, оконных и дверных проемов. В настоящее время церковь пустует и разрушается. В 850 метрах к юго-западу от храма расположено сельское кладбище.